# بيربورات

بنية فوق البورات

فوق البورات (أو بيربورات) هي مركبات بورات ذات روابط مباشرة بين ذرتي أكسجين. 
تستخدم مركبات فوق البورات بشكل رئيسي وذلك كمواد قصر وفي المطهرات، وكانت تستخدم في السابق في تركيب مساحيق الغسيل.
من أشهر مركبات فوق البورات مركب فوق بورات الصوديوم، وهو قابل للتحلل، لكنه يأخذ وقتاً طويلاً نسبياً، لذلك يقلل من نسبته في المنظفات ومساحيق الغسيل، للتقليل من نسبة البورون في مياه الصرف.